# 萬景峰號
| 停泊於元山港的萬景峰92號（2010年） |                                                               |
| 語名稱                             |                                                               |
| 諺文                               |                                                               |
| 汉字                               |                                                               |
|                                    |                                                               |
| 文观部式                           |                                                               |
| 马-赖式                            |                                                               |
|                                    |                                                               |
| 历史                               |                                                               |
| 艦名                               | 萬景峰92號                                                    |
| 所有者                             | 大進船舶會社                                                  |
| 船籍港                             | 元山港                                                        |
| 航線                               | - 元山港－新潟港（2006年為止） - 羅先－金剛山（2011年）       |
| 建造者                             | 清津造船廠                                                    |
| 下水日期                           | 1992年                                                        |
| 停用                               | 2013年                                                        |
| 標識                               | - 呼號: HMZL - 国际海事组织编号： 8890580 - MMSI碼：445101000 |
| 目前狀態                           | 停航，於元山港錨泊                                            |
| 技术数据                           |                                                               |
| 船型                               | 滾裝輪/客輪                                                   |
| 噸位                               | - 9,672 GT - 2,014 DWT                                        |
| 船長                               | 126.1公尺                                                     |
| 型宽                               | 20.5公尺                                                      |
| 船速                               | 23節                                                          |
| 載重                               | 350名乘客與1,000噸貨物                                        |

萬景峰號（：／ Man Gyong Bong Ho）是朝鮮江原道元山市的朝鮮大進船舶會社所擁有的9000噸客貨兩用船，可載350人，曾行駛於元山港與日本新潟縣新潟市新潟港間，是朝鲜建國後兩國間僅有的客運直航航班。船名取自平壤郊外的山峰「萬景峰」。
以此名稱命名的船隻歷經兩代，第一代萬景峰號啟用原因是日本放寬在日朝鮮人訪問北韓的限制，此航線於1971年9月首航，第二代「萬景峰92號」於1992年（該年為金日成80歲大壽之年）首航。萬景峰92的建造預算是由旅日朝鮮人總聯合會所捐獻，在1992年金日成80壽辰時，朝鮮總聯捐獻了40億日圓祝賀，北韓利用這筆預算打造出第二代萬景峰號。
萬景峰號的航線是北韓元山港至日本新潟市，單程航時需28小時。在日本未封鎖北韓航線前，此船每周會開航一班，基本上主要任務是運輸在日朝鮮人返國探親，並在日本當地採購各種產品，主要包括電子零件、醫療器材、外國產品等。
2006年朝鲜試射飛彈，因此日本政府為制裁朝鲜，宣佈禁止此船進入日本。
2011年8月，此船經改裝後開行從羅津到金剛山間的外國人觀光旅遊航線。

## 爭議
日本在1970年代開始出現北韓綁架日本人問題，北韓在2002年首度承認此事，而萬景峰號一直被日本懷疑是北韓情報員綁架日本人回國的交通工具。即便最後一宗綁架案在1980年告終，但日本政府仍相信萬景峰92號有相關的設計，可以配合北韓情報員進行特殊任務。
除了綁架事件，日本政府對萬景峰號的懷疑還包括，它們判斷萬景峰號運輸走私毒品、假幣與軍火進入日本國內，北韓在日本採購飛彈需要的電子零件，藉由萬景峰號運輸回國。雖然北韓否認相關犯罪指控，但是在2003年8月讀賣報導採訪的脫北者的證詞中，提到萬景峰號運輸甲基安非他命給朝鮮總聯，朝鮮總聯再將這些毒品販售給日本黑幫牟利。
在2002年北韓承認曾有綁架日本人的事實後，日本政府加強對萬景峰號的安檢與貨物查驗措施，導致萬景峰號的班表逐漸無法固定。2006年7月5日因大浦洞2號飛彈試驗，日本政府宣布暫停萬景峰92號入港6個月。同年10月北韓宣布重啟核試驗，日本隨即宣布永久禁止北韓船舶靠港日本，此航線正式告終。